# Subvention de fonctionnement du comité d'entreprise
La loi instaure l'obligation pour tout employeur d'une entreprise de plus de cinquante salariés de verser une subvention au comité d'entreprise de sa société, remplacé à partir de 2018 par le comité social et économique (CSE). Celle-ci doit atteindre au moins 0,20 % de la masse salariale de l'entreprise pour les sociétés employant entre 50 et 1 999 salariés et au moins 0,22 % de celle-ci pour les entreprises de 2 000 salariés.
Cette subvention  peut aussi être versée à une instance similaire dont les fonctions sont celles du comité d'entreprise en cas d'absence de CE.

## Obligations de l'employeur
L'employeur ne peut en aucun cas se soustraire à cette obligation sous peine de commettre un délit d'entrave au fonctionnement du comité d'entreprise. En revanche, s'il finance déjà par ailleurs, par du matériel ou des moyens humains, le comité d'entreprise, la valeur de ce financement peut-être déduite de la somme légale à régler, sous réserve de présentation de preuves de ce versement,.
Ce montant constitue un minimum et non un maximum. L'employeur peut accorder un budget d'une somme plus importante par engagement unilatéral, accord de branche ou d'entreprise ou encore par usage.
Même en cas d'inactivité, de non-renouvellement du comité d'entreprise ou d'annulation des élections professionnelles, le comité d'entreprise reste créancier des sommes dues et l'employeur est tenu de les verser.
Les modalités de versement de cette subvention ne sont pas définies, cette décision incombe à l'employeur, les modalités choisies ne doivent toutefois pas gêner le comité d'entreprise dans son fonctionnement.

## Utilisation
Le budget de fonctionnement doit être utilisé pour couvrir les dépenses liées à l'administration courante du comité et lui garantir une certaine autonomie financière pour exercer ses attributions économiques et professionnelles. L'employeur ne participe pas au vote relatif à l'utilisation du budget de fonctionnement. Le CE dispose donc d'une grande liberté pour utiliser ce budget, dans la limite de ses fonctions et d'une bonne gestion. En principe, le vote des membres du CE s'effectue à main levée mais il est fréquent que le règlement intérieur du CE prévoie d'autres modalités (par exemple, le vote à bulletin secret).
Par conséquent, ce budget peut prendre en charge :
- les frais de financement de la formation économique des membres titulaires du CE (frais d'inscription, frais de formation, frais de déplacement). Par contre, la rémunération du salarié en formation doit être prise en charge par l'employeur (C. trav., art. L. 434-10) ;
- les frais occasionnés pour le recours à des experts libres ou pour la réalisation de missions économiques (par exemple, les ergonomes, les experts comptables, les juristes, etc.) (art. L. 434-6). Par contre, dans plusieurs cas, le CE peut faire appel à un expert comptable rémunéré par l'employeur ;
- les frais de déplacement des réunions organisées à l'initiative du CE. Par contre, les frais de déplacement des réunions du CE organisés par l'employeur sont à la charge de ce dernier ;
- les moyens de fonctionnement administratif du CE (par exemple, les salaires et les cotisations sociales correspondant à l'emploi de personnes assurant le secrétariat des réunions, les frais courants de fonctionnement comme la documentation, la papeterie, les frais de communication téléphonique, etc.).

Si l'employeur prend en charge certaines de ces sommes, elles pourront être déduites du montant de la subvention de fonctionnement versée au CE. Toutefois, la loi impose aussi à l'employeur de prendre en charge certaines dépenses sans qu'il puisse ensuite les déduire du budget de fonctionnement. Il s'agit notamment de la fourniture du local du comité d'entreprise, des primes d'assurance couvrant la responsabilité civile du CE, etc.
Au contraire, ce budget ne peut pas être utilisé pour financer :
- les frais relatifs aux activités sociales et culturelles[1] ;
- les cadeaux ou secours au profit des salariés ou des représentants du personnel ;
- les dépenses personnelles des membres du CE non liée à l'exercice de leur mission, comme des frais de voyage ;
- les subventions à des organisations syndicales.

Les sommes inutilisées une année peuvent être reportées sur le budget de fonctionnement des années suivantes (ou être placées). En revanche, l'employeur ne peut les récupérer et les déduire du montant de la subvention de fonctionnement de l'année à venir. De même, elles ne peuvent pas être transférées sur le budget des activités sociales et culturelles.